# 米德爾格朗德岩
米德爾格朗德岩（英語：Middle Ground Rock），是南極洲的岩石，位於南喬治亞群島，處於弗拉姆奈斯角以東3公里的斯特羅姆內斯灣入口處，由英國海外領土管轄。